# إسحاق فيسوكر
إسحاق فيسوكر ((بالعبرية: יצחק ויסוקר‏)؛ مواليد 18 سبتمبر 1944) هو لاعب كرة قدم إسرائيلي دولي سابق كان يلعب كحارس مرمى. اعتزل اللعب عام 1980 مع مكابي نتانيا. سبق له أن لعب في كأس العالم لكرة القدم مع منتخب بلاده. بدأ مسيرته الرياضية عام 1963 مع هبوعيل بتاح تيكفا.

## مسيرته الكروية
لعب إسحاق فيسوكر خلال مسيرته الاحترافية مع ناديين في سبعة عشر موسمًا ولم يسجل خلالها أي هدف ضمن 327 مباراة. حيث فاز في موسم واحد بالكأس وفي موسمين بالدوري.
خاض إسحاق فيسوكر مسيرته مع هبوعيل بتاح تكفا ‏ في موسم 1963–64 ليلعب معه أربعة عشر موسمًا، مشاركًا في 327 مباراة ولم يسجل أي هدف. ثم انتقل إلى نادي مكابي نتانيا في موسم 1977–78 واستمر معه طيلة ثلاثة مواسم، حيث لم يشارك في أي مباراة ولم يسجل أي هدف أيضًا.

## روابط خارجية
- إسحاق فيسوكر على موقع الاتحاد الدولي (مؤرشف)  (الإنجليزية)
- إسحاق فيسوكر على موقع قاعدة بيانات كرة القدم.إي يو (الإنجليزية)
- إسحاق فيسوكر على موقع ناشيونال فوتبول تيمز (الإنجليزية)
- إسحاق فيسوكر على موقع أوليمبيديا (الإنجليزية)